# Анхель Хіменес
Анхель Хіменес (ісп. Ángel Giménez; нар. 10 жовтня 1955) — колишній іспанський тенісист.
Найвищу одиночну позицію світового рейтингу — 42 місце досяг 31 грудня 1978, парну — 145 місце — 3 січня 1983 року.
Здобув 2 одиночні титули.
Найвищим досягненням на турнірах Великого шолома було 2 коло в одиночному та парному розрядах.

## Фінали за кар'єру

### Одиночний розряд: 3 (2–1)
| Результат | W/L | Дата     | Турнір                   | Покриття | Суперник        | Рахунок       |
| --------- | --- | -------- | ------------------------ | -------- | --------------- | ------------- |
| Перемога  | 1–0 | Чер 1980 | Відень, Австрія          | Ґрунт    | Томаш Шмід      | 1–6, 1–1 ret. |
| Перемога  | 2–0 | Вер 1980 | Борнмут, Велика Британія | Ґрунт    | Шломо Глікштейн | 3–6, 6–3, 6–3 |
| Поразка   | 2–1 | Кві 1982 | Борнмут, Велика Британія | Ґрунт    | Мануель Орантес | 2–6, 0–6      |

### Парний розряд: 3 (0–3)
| Результат | W/L | Дата     | Турнір                    | Покриття | Партнер              | Суперники                         | Рахунок       |
| --------- | --- | -------- | ------------------------- | -------- | -------------------- | --------------------------------- | ------------- |
| Поразка   | 0–1 | Лют 1981 | Мар-дель-Плата, Аргентина | Ґрунт    | Хайро Веласко, стар. | Девід Картер (тенісист) Пол Кронк | 7–6, 4–6, 0–6 |
| Поразка   | 0–2 | Січ 1982 | Вінья-дель-Мар, Чилі      | Ґрунт    | Гільєрмо Обоне       | Мануель Орантес Рауль Рамірес     | Default       |
| Поразка   | 0–3 | Лют 1982 | Буенос-Айрес, Аргентина   | Ґрунт    | Мануель Орантес      | Ганс Кері Золтан Кухарський       | 5–7, 2–6      |